# ギンタイシ
ギンタイシは、イェヘ･ナラ氏女真族。ヤンギヌ子。ナリムブル弟。イェヘ東城ベイレ。

## 略歴
兄ナリムブル死後、その跡を継いで東城主ベイレに即位した。清太宗ホン･タイジの生母、即ち太祖ヌルハチの妻であるモンゴ･ジェジェがギンタイシの妹にあたることから、ギンタイシはヌルハチにとっては小舅、ホンタイジにとっては舅の関係にある。

### グレイ･アリン
万暦16年 (1588)、満州国マンジュ･グルンの勢力伸長に危機感を抱いた兄ナリムブルは、ヌルハチに領土割譲を迫り、拒絶されるや万暦21年 (1593)、九部族聯合を結成してヌルハチ討伐を決行した (古勒山グレイ･アリンの戦)。ところが数で圧倒的に勝るイェヘの聯合軍は指揮系統の乱れのために惨敗し、西城主ブジャイ (ナリムブル兄弟の従兄弟) が交戦中に殺害された。さらにヌルハチがブジャイの屍体を真っ二つに叩き切ってイェヘに送還したことにより、双方の間には深い溝を遺すことになった。
万暦25年 (1597)、フルン四部は連名でヌルハチの建州に使者を派遣し、グレイ･アリンでの「不道」を詫びた。イェヘは西城主ブヤングが妹をヌルハチに、東城主ギンタイシが娘をヌルハチ次子ダイシャンにそれぞれ贈った。ヌルハチは武具などを結納品としてイェヘの使者にもたせ、牛を屠って酒宴を振る舞った。さらに両者は白馬を屠り、その血を歃って血盟を結んだが、間も無くして、ヌルハチの命で蒙古懲罰にむかい馬を徴収した建州軍がナリムブルの急襲を受けた。馬は奪われ、将兵は攫われてカルカ部蒙古に引き渡された。

### ウスイ･ホトン
ウラ国主ベイレマンタイの弟ブジャンタイは、グレイ･アリンで満州マンジュ軍の捕虜となった後、マンタイの死を承けてウラへの帰還を許されたが、ウラ新国主に即位するやイェヘと通じて、ヌルハチに対し叛旗を翻した。ヌルハチが烏拉河ウラ･ビラを隔ててウラの周辺城塞を次々と陥落させ (→烏拉河の戦)、万暦41年 (1613) にウラ居城・烏拉城ウラ･ホトンに侵攻すると、ブジャンタイは反撃空しくマンジュ軍の前に敗北を喫し、命辛々ギンタイシを頼ってイェヘ東城へ亡命した (→烏拉城の戦)。
三女をブジャンタイの妻として降嫁させていたヌルハチは怒りに燃え、イェヘに使者を派遣し、ブジャンタイの身柄引き渡しを求めた。しかし三度使者を遣っても梨の礫で、ギンタイシらは応じようとせず、ヌルハチは愈々40,000の兵を率いてイェヘを征討した。
同年旧暦9月6日、マンジュ軍が挙兵したころ、同軍からの脱走者が漏らした情報を得てイェヘ軍は璋ジャン、吉當阿ギダンガ両地方の群衆を召集した。烏蘇城ウスイ･ホトンだけは天然痘が流行していたために召集がかからず、そこをヌルハチ率いるマンジュ軍に包囲され、生活の保障を交換条件に投降し、無血開城した。そうしてマンジュ軍は璋、吉當阿、烏蘇、雅哈ヤハ、赫爾蘇ヘルス、和敦ホドゥン、喀布齊賚カブチライ、鄂吉岱エギダイなど大小19の城塞の家屋と糧秣を焼き払い、投降民を従えて撤収した。
ギンタイシらは明万暦帝に、ヌルハチ軍はフルン四部を盡く平定したら、明に侵攻し、遼陽を奪取して奠都し、開原 (現遼寧省鉄嶺市開原市) と鉄嶺 (現鉄嶺市鉄嶺県) を放牧地にするつもりでいる、と讒言した。万暦帝はまんまと乗せられ、鎗砲手1,000などをイェヘ東西二城の防衛に向かわせた。
万暦47年 (1619)、ヌルハチはサルフを攻略した余勢を駆ってイェヘに侵攻した。ギンタイシは明朝との聯合を画策したが、ちょうどサルフの戦でヌルハチ軍に敗北を喫したばかりの明朝は及び腰になっていた。形勢不利とみたイェヘ側は東西両城とも籠城したため、実甥ホン･タイジが宥め賺して投降させようとするも功を奏さず。ヌルハチは東城を攻撃させていた軍に命じて城壁に洞を明けさせ、これにより建州兵は一気に東城内に雪崩れこんだが、ギンタイシは投降を拒み、放火して逃走した。しかし逃走むなしく建州兵に捕まり、縊殺された。東城陥落を目の当たりにしたブヤングが観念して投降したため、イェヘはここに滅んだ。
明神宗万暦帝はイェヘの東西両城陥落を知るや、給事中の姚宗文に命じて塞外にイェヘ･ナラの子孫を捜索させ、ギンタイシ子デルゲルの二女が蒙古に嫁いだことを知り、それぞれに白金二千を下賜した。さらに明朝大臣はギンタイシとブヤングの廟を建てることを奏請し、またハダ･ナラ氏メンゲブルの子・王世忠をギンタイシ妻の甥としてとりたて、游撃の武職を賜った。

## 族譜
以下は基本的に『八旗滿洲氏族通譜』巻22に拠った。そのほかの文献に拠ったもの、および特記事項についてのみ別途脚注を附す。

### 父祖
- シンゲン[注 1]：イェヘ･ナラ氏始祖。
  - 子・シルケ[注 2]：シンゲン子。
    - 孫・チルガニ[注 3]：シルケ子。
      - 曾孫・チュクンゲ：チルガニ子。
        - 玄孫・タイチュ：チュクンゲ子。
          - 昆孫・チンギャヌ：タイチュ子。イェヘ西城主 (初代)。
            - 仍孫・ブジャイ：チンギャヌ子。イェヘ西城主 (第二代)。
              - 雲孫・ブヤング：ブジャイ子。イェヘ西城主 (第三代)。

          - 昆孫・ヤンギヌ：タイチュ子。イェヘ東城主 (初代)。
            - 仍孫・ナリムブル：ヤンギヌ子。イェヘ東城主 (第二代)。
            - 仍孫・ギンタイシ：イェヘ東城主 (第三代)。

### 子孫
- ギンタイシ
  - 子・デルゲル (德爾格爾delger)
    - 孫女：蘇泰太后 (林丹汗福金)。ナンチュ姉。[4]
      - 曾孫・額哲：蘇泰太后の子。[4]

    - 孫・ナンチュ (南楚nancu)：デルゲル子。
      - 曾孫・ムジャン (穆占mujan)：ナンチュ子。[8]征南将軍。
        - 玄孫父不詳・ベセ (栢色bese)[注 4]：ナンチュ孫。[11]佐領。

  - 子・ニャハ (尼雅哈niyaha)：ギンタイシ子。ムジャン大叔父。[12]佐領。
    - 孫・ジェンゴ (鄭庫jenggo)：ニャハ子。
      - 曾孫・カンタイ (堪泰kantai)：ジェンゴ子。
        - 玄孫・鄭興祖 (ジェン･ヒン･ズjeng-hing-dzu)[注 5]：カンタイ子。
          - 来孫・ダチュン (達純dacun)：鄭興祖の子。
          - 来孫父不詳・ジャンダイ (瞻岱jandai)[注 6]：ニャハ玄孫。[11]副都統、[11]甘粛提督。

    - 孫・ミンジュ (明珠mingju)：ニャハ子。[12][13]保和殿大学士、内大臣。
      - 曾孫・シンデ (星德singde)[注 7]：ミンジュ子。[15][14]頭等侍衛兼佐領。
      - 曾孫・揆敘 (クイ･シュkui-sioi)[注 8]：ミンジュ子、[16]シンデ弟。[15]都察院左都御史。
        - 玄孫・ユンショォ (永綬yungšeo)[注 9]：揆敘の子。[15]兵部侍郎、副都統。
          - 来孫・ニンショ (寧秀ningsio)：ユンショォ子。[15]副都統兼佐領。

      - 曾孫父不詳・揆芳 (クイ･ファンkui-fang)：ギンタイシ曾孫。ミンジュ子?。和碩額駙ホショイ･エフ。[注 10]

### 兄弟姉妹
ギンタイシ実の四弟サイビトゥ (賽碧圖saibitu) の孫ダイム (岱穆daimu) は、福建征討に従軍して海寇との交戦中に廈門で戦死。雲騎尉を追贈され、子サンダン (三丹sandan)、孫ヤトゥ (雅圖yatu) が順に襲職した。
- 兄・ナリムブル
- 弟・サイビトゥ (賽碧圖saibitu)[注 11]：実四弟。[17]
  - 侄・ショセ (碩色šose)：サイビトゥ子。五品官。
    - 侄孫父不詳・フラタ (福拉塔fulata)：サイビトゥ孫。三等侍衛。
    - 侄孫父不詳・ダイトゥン (岱通daitung)：サイビトゥ孫。冠軍使。
    - 侄孫父不詳・ダイム (岱穆daimu)：サイビトゥ孫。二等侍衛。
      - 侄曾孫・サンダン (三丹sandan)：ダイム子。二等侍衛。
        - 侄玄孫・ヤトゥ (雅圖yatu)：サンダン子。

      - 侄曾孫父不詳・センゲ (僧格sengge)：サイビトゥ曾孫。護軍参領兼佐領。
      - 侄曾孫父不詳・トゥンチャン (佟昌tungcang)[注 12]：サイビトゥ曾孫、センゲ叔父の子。[17]頭等侍衛。
      - 侄曾孫父不詳・ダライ (達頼dalai)：サイビトゥ曾孫。員外郎。
      - 侄曾孫父不詳・スドゥフン (蘇都渾suduhūn)：サイビトゥ曾孫。七品官。
      - 侄曾孫父不詳・スクドゥン (蘇克敦sukdun)：サイビトゥ曾孫。佐領。
        - 侄玄孫・ソジュ (索柱soju)：サイビトゥ来孫、スクドゥン子。[17]治儀正。
        - 侄玄孫父不詳・デンドゥ (登都dengdu)：サイビトゥ玄孫。主事。
        - 侄玄孫父不詳・エンドゥ (恩都endu)：サイビトゥ玄孫。副参領兼佐領。
          - 侄来孫・延齡：エンドゥ子。[17]
            - 侄昆孫・吉和：延齡の子。[17]

          - 侄来孫父不詳・デリシェン (德禮慎delišen)：サイビトゥ来孫。員外郎。
          - 侄来孫父不詳・ネンドゥ (能都nengdu)：サイビトゥ来孫。藍翎侍衛。
- 弟・アサン (阿山asan)[注 13]：実七弟。[17]
  - 侄不詳
    - 侄孫父不詳・ボォセ (保色boose)：アサン孫。上駟院侍衛侍衛班領。
      - 侄曾孫父不詳・リョジュ (留住lioju)：アサン曾孫。郎中兼佐領。
- 妹・モンゴ･ジェジェ：清太祖ヌルハチ福金フジン(夫人の意)。孝慈高皇后追謚。[18]
  - 外甥・ホン･タイジ：清太宗。[18]

## 脚註

### 典拠
1. ↑  “萬曆48年1月21日段72297”. 神宗顯皇帝實錄. 590
2. ↑  “癸巳歲9月1日段325”. 太祖高皇帝實錄. 2
3. ↑  “葉赫地方納喇氏 (金台石)”. 八旗滿洲氏族通譜. 22
4. 1 2 3  “列傳10 (楊吉砮子金台石)”. 清史稿. 223
5. ↑  “癸巳歲9月段46”. 滿洲實錄. 2
6. ↑  “萬曆48年5月21日段72395”. 神宗顯皇帝實錄. 594
7. ↑  “海西女直通攷”. 東夷考畧
8. 1 2  “正黄旗滿洲佐領 上 (第三參領第八佐領)”. 欽定八旗通志. 4
9. ↑  “丁酉歲段52”. 滿洲實錄. 2
10. 1 2 3  “癸丑歲段83”. 滿洲實錄. 4
11. 1 2 3 4 5  “正黄旗滿洲佐領 上 (第三參領第九佐領)”. 欽定八旗通志. 4
12. 1 2  “正黄旗滿洲佐領 上 (第三參領第六佐領)”. 欽定八旗通志. 4
13. ↑  “列傳56 (明珠)”. 清史稿. 269
14. 1 2  “文苑1 (性德)”. 清史稿. 484
15. 1 2 3 4 5 6  “正黄旗滿洲佐領 上 (第三參領第七佐領)”. 欽定八旗通志. 4
16. ↑  “列傳74 (揆敘)”. 清史稿. 287
17. 1 2 3 4 5 6 7 8 9  “正黄旗滿洲佐領 上 (第三參領第十佐領)”. 欽定八旗通志. 4
18. 1 2  “戊子歲9月1日段313”. 太祖高皇帝實錄. 2

### 註釈
1. ↑  参考：シンゲン･ダルハン「星根･達爾漢singgen darhan」(滿洲實錄-1, 柳邊紀略-3, 八旗滿洲氏族通譜-22, 清史稿-223)。＊ダルハン (darhan) は一種の称号。
2. ↑  参考：シルケ･ミンガトゥ「席爾克･明噶圖sirke minggatu」(滿洲實錄-1, 柳邊紀略-3, 八旗滿洲氏族通譜-22, 清史稿-223)。＊ミンガトゥ (minggatu) は一種の官名。
3. ↑  参考：チルガニ「齊爾噶尼cirgani」(滿洲實錄-1, 柳邊紀略-3, 八旗滿洲氏族通譜-22, 清史稿-223)。「的兒哈你」(明武宗實錄)とも。
4. ↑  参考：「伯色」とも。[11]
5. ↑  参考：子音「 ᡯ」は漢語を中心とする外来語の発音、特に普通話の「z」にあたる音を表記するために新造された文字で、且つ「jeng hing dzu」と別ち書きされているため、「鄭興祖」はおそらく漢名。
6. ↑  参考：「占岱」とも。[11]
7. ↑  参考：「性德」[14]、「興德」[15]とも。
8. ↑  参考：複合母音「- ᡳᠣᡳ」は普通話の母音「ü」にあたる外来語音 (主に漢語) を表記するためのものであり、且つ「kui sioi」と別ち書きされていることから、「揆敘」はおそらく漢名。「揆芳」はその兄弟か。
9. ↑  参考：「永夀」とも。[15]
10. ↑  参考：ホショイ･エフ (公主の婿) と『八旗滿洲氏族通譜』巻22には記載がみられるが、『清史稿』巻166「公主表」にはみられない。『』に拠ればヌルハチの次弟・穆爾哈齊ムルハチの昆孫に同名の人物・揆芳 (康熙55年1716 - 乾隆27年1762)がみられるが、「嫡妻佟佳氏佐領福來之」とあるため宗室の娘ではない。
11. ↑  参考：「賽必圖」とも。[17]
12. ↑  参考：「通常」とも。[17]
13. ↑  参考：「阿三」とも。[17]

## 参考

### 史書
- 編者不詳『ᠮᠠᠨᠵᡠ ᡳ ᠶᠠᡵᡤᡳᠶᠠᠨ ᡴᠣᠣᠯᡳ (manju i yargiyan kooli：滿洲實錄)』1781 (満) ＊今西春秋版
- 編者不詳『滿洲實錄』1781 (漢) ＊中央研究院歴史語言研究所版
- 愛新覚羅･弘昼, 西林覚羅･鄂尔泰, 富察･福敏, (舒穆祿氏)徐元夢『八旗滿洲氏族通譜』四庫全書, 1744 (漢文)
- ᠵᠠᡴᡡᠨ ᡤᡡᠰᠠᡳ ᠮᠠᠨᠵᡠᠰᠠᡳ ᠮᡠᡴᡡᠨ ᡥᠠᠯᠠ ᠪᡝ ᡠᡥᡝᡵᡳ ᡝᠵᡝᡥᡝ ᠪᡳᡨᡥᡝ (Jakūn gūsai Manjusai mukūn hala be uheri ejehe bithe) 1745 (満文)
- フチャ氏フルンガ『欽定八旗通志』嘉慶元年 (1796) (漢文) ＊Wikisource
- 趙爾巽, 他100余名『清史稿』清史館, 民国17年(1928) (漢) ＊中華書局
- 今西春秋『満和蒙和対訳 満洲実録』刀水書房, 1992 (和訳) ＊和訳自体は1938年に完成。

### Web
- 栗林均「モンゴル諸語と満洲文語の資料検索システム」東北大学
- 「明實錄、朝鮮王朝実録、清實錄資料庫」中央研究院歴史語言研究所 (台湾)